# カロリーナ (小惑星)
カロリーナ (235 Carolina) は、小惑星帯に位置する標準的な大きさのS型小惑星の一つ。
1883年11月28日にオーストリアの天文学者、ヨハン・パリサがウィーンで発見した。パリサが同年5月6日に起きた皆既日食の観測隊の一員として訪れた、南太平洋のカロリン島（現：キリバス領）にちなんで命名された。